# Imoco Volley
O Imoco Volley Conegliano é um clube de voleibol feminino italiano fundado em 2012.

## História
O clube foi fundado em 15 de março de 2012, apos Spes Volley Conegliano, representante da mesma cidade declarar falência por fatores de ordem financeira, mesmo liderando o campeonato
O projeto foi idealizado pela família Maschio, Polo e Garbellotto, estes pretendiam trazer uma realidade esportiva de alto nível região território, optando por uma modalidade,  o vôlei feminino.A aposta foi bem sucedida, como a presença de um bom número de expectadores durante as temporadas no Palaverde de Villorba da  “Pantere” gialloblù, ou seja, a "Pantera" amarela-azul, com a bilheteria esgotada, chegando a ter mais de 160 parceiros comerciais a patrocinar o time, empresas do ramo de vinícolas, como o Prosecco, principal produto da Província .
Recentemente destacam-se entre os resultados do clube o bicampeonato no Campeonato Italiano A1, ambas como mandante os jogos, a conquista de uma Copa Itália realizada em Florença, também o bicampeonato na Supercopa Italiana, sediou a fase final da Liga os Campeões da Europa, sendo finalista e semifinalista na edição seguinte.

## Títulos
- Campeonato Mundial de Clubes: 3

2019, 2022, 2024
- Campeonato Mundial de Clubes: 1

2021
 Liga dos Campeões da Europa
- Campeão: 2020-21, 2023-24, 2024-25
- Vice-campeão: 2016-17 e 2018-19
- Terceiro lugar: 2017-18

- Campeonato Italiano: 8

2015–16 , 2017-18, 2018-19, 2020-21, 2021-22, 2022-23, 2023-24, 2024-25
- Supercopa Italiana: 8

2016, 2018, 2019, 2020, 2021, 2022, 2023, 2024
- Copa Itália: 7

2016-17, 2019-20, 2020-21, 2021-22, 2022–23, 2023–24, 2024–25